# Sveriges Järnvägsmuseum

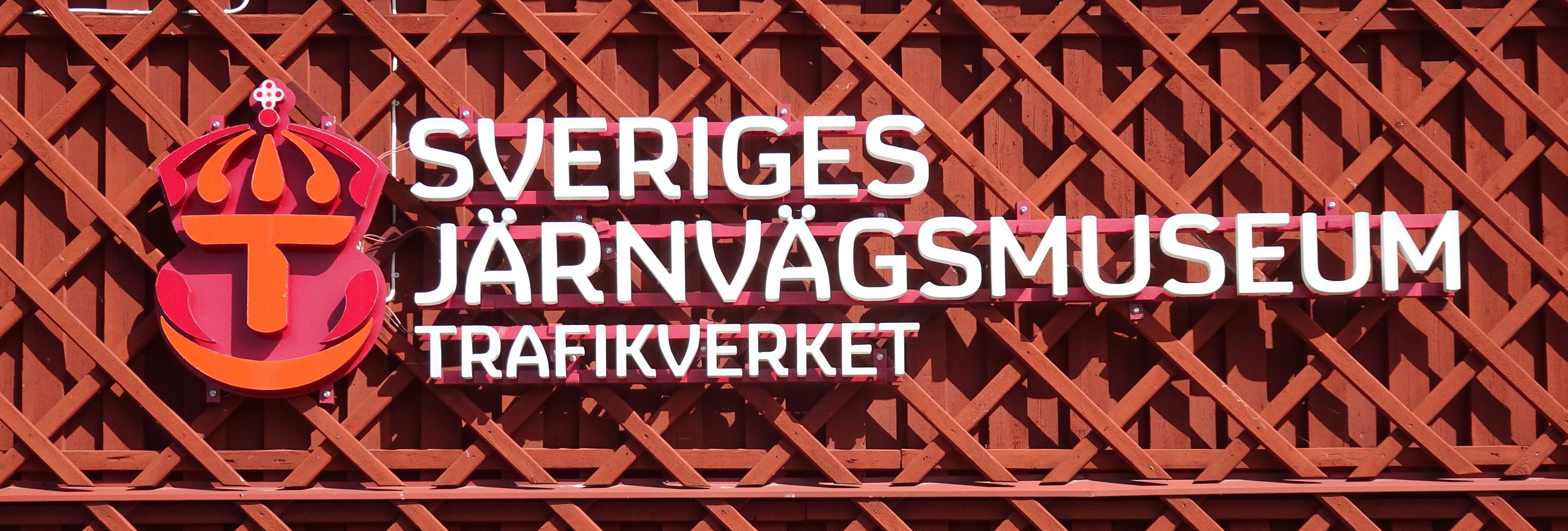
Eingangsschild

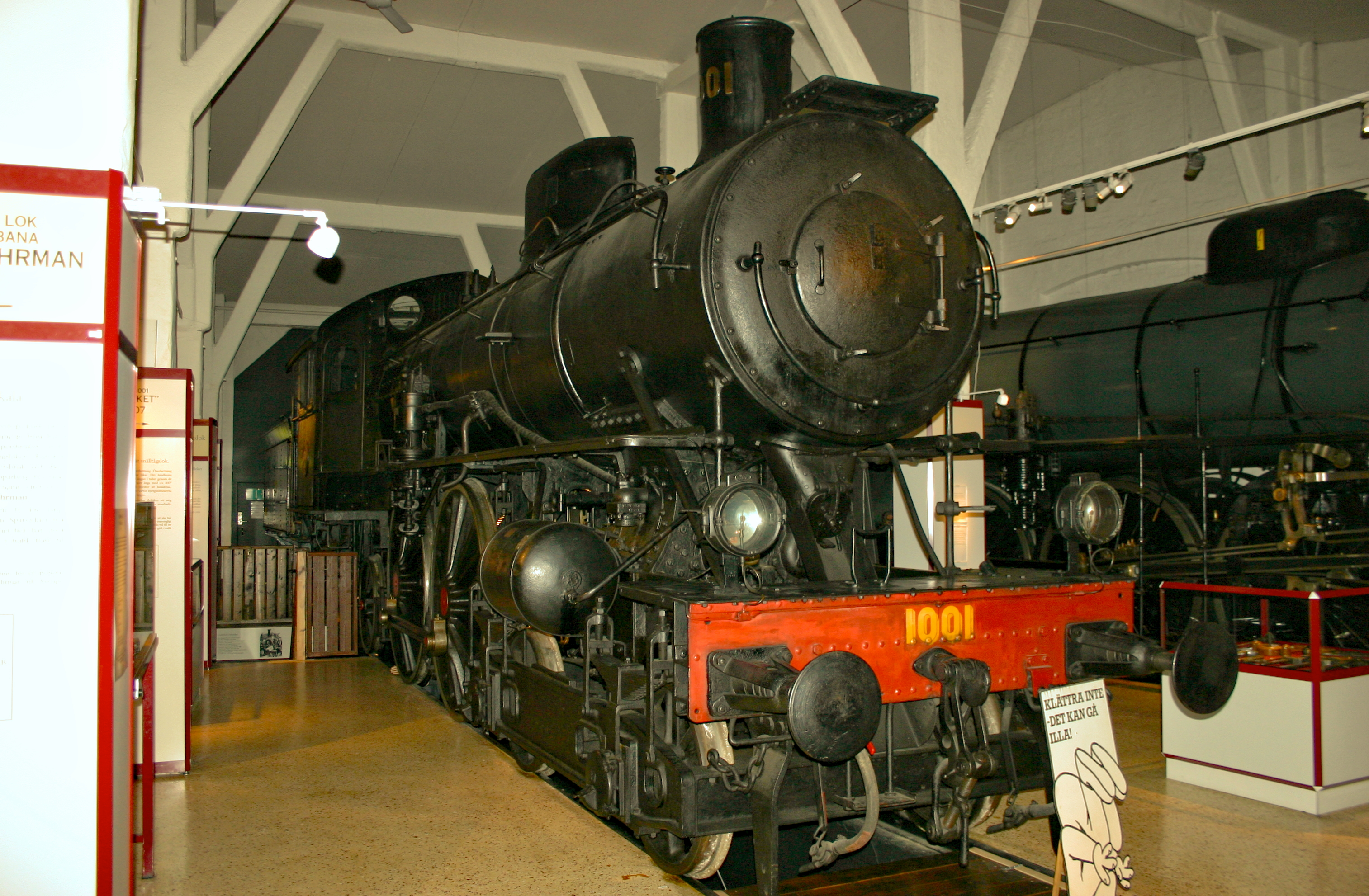
Dampflokomotive A 1001

Das Schwedische Eisenbahnmuseum (schwedisch Sveriges Järnvägsmuseum) ist das nationale Eisenbahnmuseum Schwedens. Die in einem ehemaligen Heizhaus der Ostkustbana in der Rälsgatan 1 in Gävle gelegene Einrichtung zeigt historische Fahrzeuge, Modelleisenbahnen und sonstige Exponate zur Geschichte der Eisenbahn. 

## Geschichte
Bereits ab 1906 wurde historisch wertvolles Material für ein zukünftiges Museum aufbewahrt. Mit der Baltischen Ausstellung in Malmö 1914 begann die planmäßige Sammlungstätigkeit. Diese Sammlungen aus Malmö bildeten die Grundlage für das heutige Eisenbahnmuseum.
Das erste Museum öffnete 1915 in einem Bürohaus des Stockholmer Hauptbahnhofs, zwischen 1942 und 1945 wurden die Ausstellungshallen für Lokomotiven und Wagen fertig.
Die Modellausstellung schloss 1946 und wurde erst in den 1950er Jahren wiedereröffnet.
Dieser Ort eignete sich nicht besonders, so dass später der Lokschuppen der Ostkustbana in Gävle das Domizil des Museums wurde.
Bis zum 31. Dezember 2017 wurde das Museum von Trafikverket betrieben, danach übernahm die Behörde Statens maritima museer, die unter anderem auch das Seehistorische Museum und das Vasa-Museum in Stockholm verwaltet, den Betrieb.
Im September 2017 wurde das Museum wegen Renovierungsarbeiten bis voraussichtlich 2020 geschlossen. Inzwischen wurde dieser Zeitraum bis zum Frühjahr 2024 verlängert.

## Sonstiges
Ein weiteres Eisenbahnmuseum betreibt die Föreningen Gotlandståget auf einem Teil der Bahnstrecke Slite–Roma auf Gotland.